# Ophiorrhabda
Ophiorrhabda is een geslacht van vlinders van de familie bladrollers (Tortricidae), uit de onderfamilie Olethreutinae.

## Soorten
- O. cellifera (Meyrick, 1912)
- O. dryoptycha (Meyrick, 1922)
- O. ergasima (Meyrick, 1911)
- O. favillosa Diakonoff, 1973